# Заскалько Олександр Іванович
Заскалько Олександр Іванович (нар. 15 квітня 1967, Дніпропетровськ) — український академічний веслувальник, призер чемпіонатів світу.

## Життєпис
Олександр Заскалько народився в Дніпропетровську, де і розпочав займатися в шкільні роки академічним веслуванням. Під час строкової служби входив до складу місцевого СКА.
На Олімпійських іграх 1988 Заскалько у складі радянської команди фінішував четвертим в четвірках парних.
Після розпаду СРСР виступав під прапором України. 1993 і 1994 року на чемпіонаті світу здобув срібну медаль в четвірках парних. 1995 року в змаганнях четвірок парних був четвертим.
На Олімпіаді 1996 в складі парної четвірки (Леонід Шапошніков, Микола Чуприна, Олександр Заскалько, Олександр Марченко) посів сьоме місце.
Протягом 1997 — 2000 років в складі парної четвірки (Леонід Шапошніков, Олег Ликов, Олександр Заскалько, Олександр Марченко) Заскалько був переможцем і неодноразовим призером етапів Кубку світу, на чемпіонаті світу 1997 року став третім, а на чемпіонаті світу 1999 року — другим.
На Олімпіаді 2000 Заскалько у складі парної четвірки став шостим.

### Виступи на Олімпіадах
| Олімпіада      | Дисципліна     | Місце |
| -------------- | -------------- | ----- |
| Барселона 1988 | четвірки парні | 4     |
| Атланта 1996   | четвірки парні | 7     |
| Сідней 2000    | четвірки парні | 6     |